# Brookesia lambertoni
Brookesia lambertoni är en ödleart som beskrevs av  Brygoo och DOMERGUE 1970. Brookesia lambertoni ingår i släktet Brookesia och familjen kameleonter. IUCN kategoriserar arten globalt som otillräckligt studerad. Inga underarter finns listade.